# Chaetodiadema
Genre
Chaetodiadema est un genre d’oursins (échinodermes) réguliers très aplatis, de la famille des Diadematidae.

## Caractéristiques

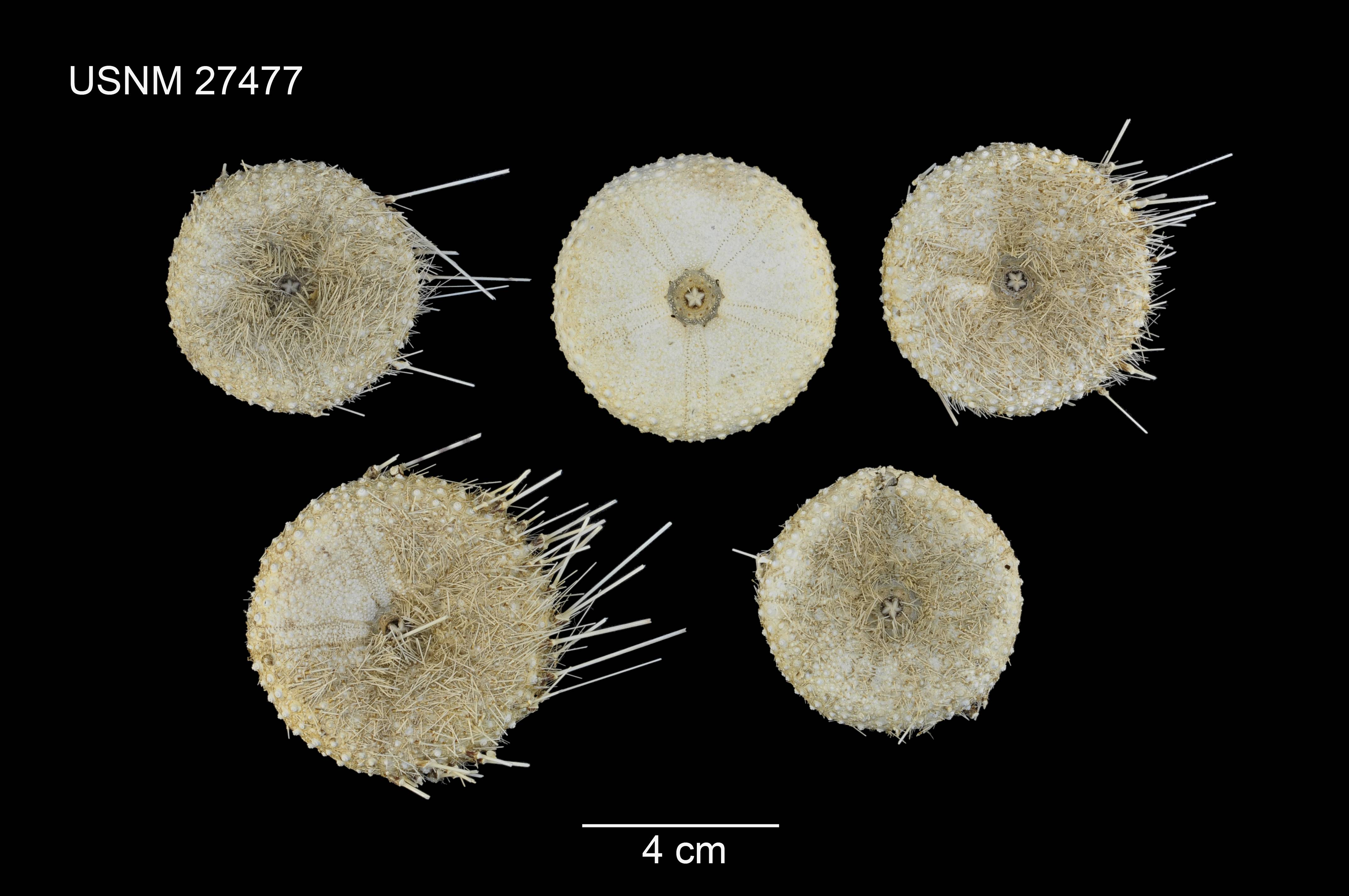
test préservé de Chaetodiadema pallidum

Le genre Chaetodiadema fut décrit en 1903 par Theodor Mortensen, avec comme espèce-type Chaetodiadema granulatum Mortensen, 1903.
Ce sont des oursins dits « réguliers » : ils sont caractérisés par un test (coquille) de forme ronde, et presque uniformément couvert de radioles (piquants) réparties sur tout le corps, mais plus longues sur la partie supérieure. La bouche (appelée « péristome ») se situe au centre de la face inférieure (dite face « orale »), et l'anus (appelé « périprocte ») à l'opposé, soit au sommet du test (à l'« apex » de la face aborale).
Ce genre est caractérisé par plusieurs traits squelettiques, au premier rang desquels se trouve leur test assez souple et très aplati (ce ne sont pourtant pas des « oursins plats », terme réservé aux Irregularia).

Le disque apical est monocyclique, avec des plaques génitales très écartées et des plaques périproctales larges formant une zone périphérique.
 
Les ambulacres sont étroits et droits, avec des paires de pores non conjuguées et unisériées, devenant très espacées sur la face aborale.

Les plaques ambulacraires sont trigéminées à l'ambitus, portant un unique gros tubercule primaire par plaque, et simples sur la face orale.
 
Les aires interambulacraires sont larges, avec des plaques ambitales beaucoup plus larges que hautes et portant de multiples tubercules subisométriques ; les plaques adapicales sont presque nues.

Les tubercules primaires sont perforés et crénulés.

Sur la face orale, presque toute la tuberculation est réduite à une fine granulation.

Le péristome est réduit et légèrement enfoncé, entouré d'encoches buccales petites et arrondies.

Les radioles sont longues et fines, légèrement aplaties et creuses.
On trouve ces oursins à grande profondeur dans le bassin Indo-Pacifique.

## Liste d'espèces
Selon World Register of Marine Species (27 mars 2014) :
- Chaetodiadema africanum H.L. Clark, 1924 -- Afrique du Sud
- Chaetodiadema granulatum Mortensen, 1903 -- Indo-ouest Pacifique
- Chaetodiadema japonicum Mortensen, 1904 -- Japon
- Chaetodiadema keiense Mortensen, 1939 -- Archipel Kei
- Chaetodiadema pallidum A. Agassiz & H.L. Clark, 1907 -- Hawaii[3]
- Chaetodiadema tuberculatum H.L. Clark, 1909 -- Australie du sud.

test préservé de Chaetodiadema granulatum
test de Chaetodiadema keiense
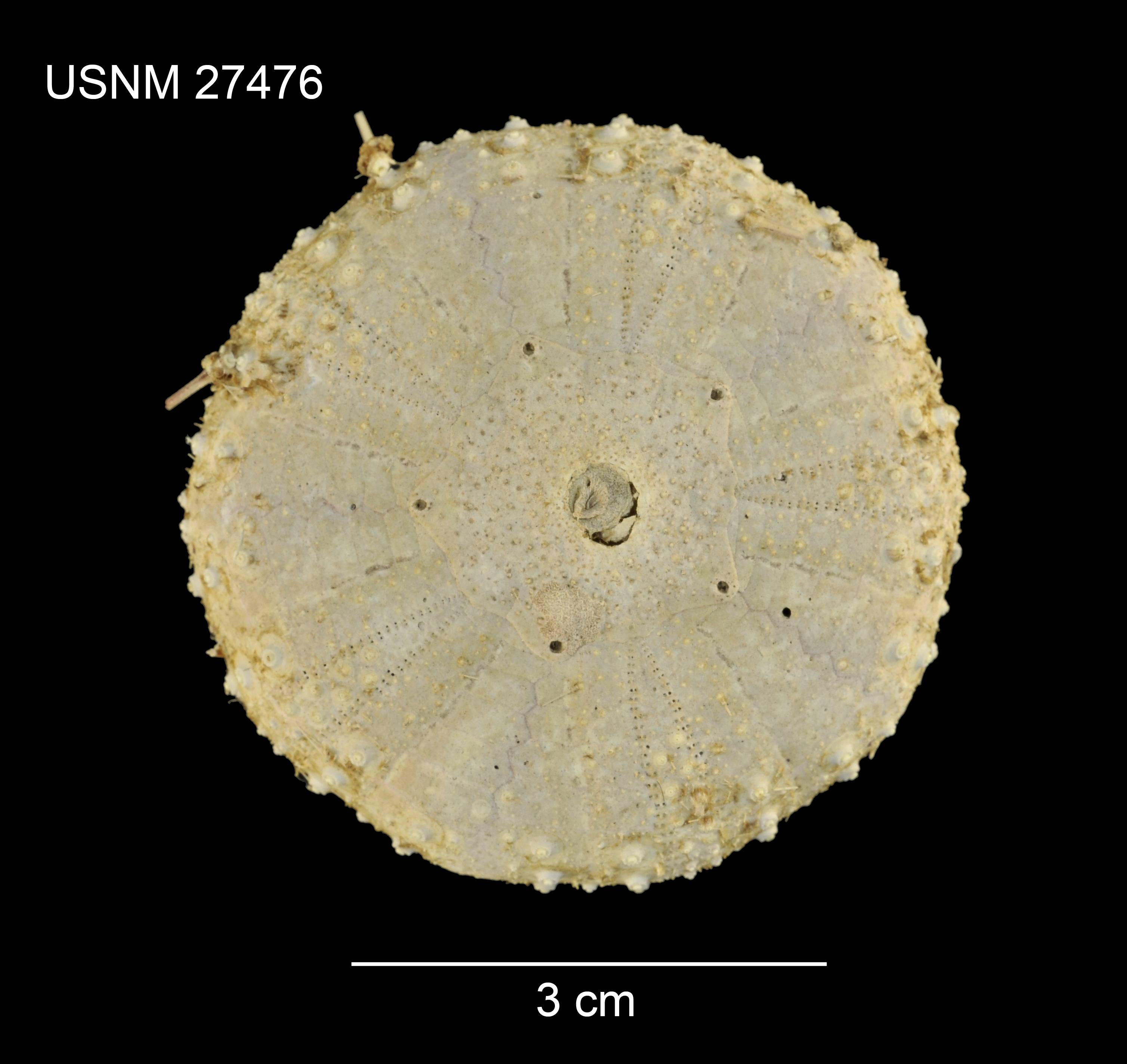
test de Chaetodiadema pallidum

## Origine du nom
Chaetodiadema vient du grec chaeto (poil) et diadema (diadème). Ces oursins sont donc des diadematoida caractérisés par leurs radioles fines.